# الهوتة
الهوتة  قرية سوريّة تتبع إداريّاً لمحافظة حلب منطقة جبل سمعان ناحية دارة عزة، بلغ تعداد سكانها 2,401 نسمة حسب التعداد السكاني لعام 2004.